# کیزیلین (بسنی)
کیزیلین (به ترکی استانبولی: Kızılin) یک منطقهٔ مسکونی در ترکیه است که در بسنی واقع شده‌است.